# The Loud House
The Loud House, també conegut com a la casa sorollosa, és una sèrie de televisió d'animació nord-americana creada per Chris Savino per a Nickelodeon. La sèrie gira al voltant de la caòtica vida quotidiana d'un noi anomenat Lincoln Loud, que és el fill mitjà i l'únic fill home d'una família nombrosa d'11 fills. Està ambientada en una ciutat fictícia del sud-est de Michigan anomenada Royal Woods, basada en la ciutat natal de Savino, Royal Oak. La sèrie es va llançar a la xarxa el 2013 com un curtmetratge de dos minuts que va entrar al programa anual de curtmetratges d'animació. Va entrar en producció l'any següent. La sèrie es basa en la pròpia infància de Savino creixent en una família nombrosa, i la seva animació està molt influenciada per tires còmiques de diaris.
La sèrie es va estrenar el 2 de maig de 2016 i s'han emès cinc temporades. El programa ha guanyat alts rànquings des del seu debut, convertint-se en la sèrie d'animació infantil més valorada a la televisió nord-americana en el seu primer mes a l'aire. La sèrie ha rebut una considerable atenció mediàtica i nominacions tant al 28è com al 29è GLAAD Media Awards per la seva inclusió del Howard i el Harold McBride, dos personatges secundaris que són una parella homosexual interracial. La seva introducció a la sèrie es va informar a les notícies com a històrica i va provocar un augment de les qualificacions. El maig de 2017, els personatges del Lincoln Loud i el Clyde McBride van aparèixer a la portada de Variety com a exemple de personatges diversos a la televisió infantil.